# Портрет Всеволода Мейерхольда
 «Портрет Всеволода Мейерхольда»  — портрет Всеволода Мейерхольда пензля російського художника Бориса Григор'єва початку 20 століття.

## Історія створення
Борис Григор'єв як художник сформувався в період поневірянь і песимізму після поразки революції 1905—1907 рр., в тривожну пору політичної реакції і першої світової війни. Його художня манера увібрала цю тривожну атмосферу поневірянь, метушні ідей і агресії авангардистських пошуків.
Але молодість брала своє — і залишались спілкування з колегами, творчість, участь в виставках в художньому товаристві «Світ Мистецтва», відвідини театру. Художник і став одним з засновників театральної студії на вулиці Бородинській у Петрограді(Петербурзі). Репетиції там проводив і Всеволод Мейерхольд. Так вони познайомились. Під час створення вистави «Шарф Коломбіни» Шницлера у акторів щось не виходило. На сцену вибіг сам Мейерхольд і почав показувати акторам, як саме слід рухатися під час відповідних мізансцен. Григор'єв і сам був близьким до театру, але більше — до цирку і балагану. Його приваблював театр маріонеток, штучні рухи ляльок. Стилістика рухів Мейерхольда теж була дивацькою і відрізнялась гротеском. Це привабило художника і він вирішив створити портрет Мейерхольда.
Твір — не що інше як подвійний портрет. На ньому — Мейерхольд у фраці в образі денді. Звідси — капелюшок-циліндр, біла манішка та рукавички. Але його рухи дивацькі, гротескні, як у маріонетки, вони ніби увібрали усі злами і тривоги похмурих років перед більшовицьком переворотом.
Дослідники довго шукали, хто саме поряд з денді в образі стрільця. Виявилось, що це теж Мейерхольд — у гримі і театральному костюмі, що і зробило його мало впізнаним. Твір Григор'єва — це не тільки портрет відомого театрального режисера, а ще й портрет актора у ролі, особливий різновид портрету. Два театральні образи́, дві іпостасі одної особи художник і розмістив на цьому портреті.

## Провенанс
Картина належала петербурзькому колекціонеру О. Коровіну. У 1920 р. стала надбанням Російського музею.